# Ballspielverein Borussia 09 Dortmund 1987-1988
Questa voce raccoglie le informazioni riguardanti il Ballspielverein Borussia 09 Dortmund nelle competizioni ufficiali della stagione 1987-1988.

## Stagione
Nella stagione 1987-1988 il Borussia Dortmund, allenato da Reinhard Saftig, concluse il campionato di Bundesliga al 13º posto. In Coppa di Germania il Borussia Dortmund fu eliminato agli ottavi di finale dal Bayer Uerdingen. In Coppa UEFA il Borussia Dortmund fu eliminato agli ottavi di finale dal Club Bruges.

## Rosa
| N. |                     | Ruolo | Calciatore         |
| -- | ------------------- | ----- | ------------------ |
|    | Germania (bandiera) | P     | Wolfgang de Beer   |
|    | Germania (bandiera) | P     | Rolf Meyer         |
|    | Germania (bandiera) | D     | Thomas Helmer      |
|    | Germania (bandiera) | D     | Dirk Hupe          |
|    | Germania (bandiera) | D     | Gerhard Kleppinger |
|    | Germania (bandiera) | D     | Günter Kutowski    |
|    | Germania (bandiera) | D     | Bernd Storck       |
|    | Germania (bandiera) | D     | Torsten Wohlert    |
|    | Germania (bandiera) | C     | Ingo Anderbrügge   |
|    | Germania (bandiera) | C     | Thorsten Fink      |
|    | Germania (bandiera) | C     | Michael Lusch      |

| N. |                     | Ruolo | Calciatore       |
| -- | ------------------- | ----- | ---------------- |
|    | Scozia (bandiera)   | C     | Murdo MacLeod    |
|    | Germania (bandiera) | C     | Andreas Möller   |
|    | Germania (bandiera) | C     | Frank Pagelsdorf |
|    | Romania (bandiera)  | C     | Marcel Răducanu  |
|    | Germania (bandiera) | C     | Adrian Spyrka    |
|    | Germania (bandiera) | C     | Michael Zorc     |
|    | Germania (bandiera) | A     | Maurice Banach   |
|    | Germania (bandiera) | A     | Norbert Dickel   |
|    | Germania (bandiera) | A     | Rupert Gerl      |
|    | Germania (bandiera) | A     | Frank Mill       |
|    | Germania (bandiera) | A     | Daniel Simmes    |

## Organigramma societario
Area tecnica
- Allenatore: Reinhard Saftig
- Allenatore in seconda: Lothar Huber
- Preparatore dei portieri:
- Preparatori atletici:

## Calciomercato

### Sessione estiva
| Acquisti | Acquisti           | Acquisti   | Acquisti |
| R.       | Nome               | da         | Modalità |
| -------- | ------------------ | ---------- | -------- |
| D        | Gerhard Kleppinger | Schalke 04 |          |
| C        | Murdo MacLeod      | Celtic     |          |
| D        | Torsten Wohlert    | Lubecca    |          |

| Cessioni | Cessioni     | Cessioni        | Cessioni |
| R.       | Nome         | a               | Modalità |
| -------- | ------------ | --------------- | -------- |
| D        | Andreas Hahn | Wattenscheid 09 |          |
| A        | Erdal Keser  | Galatasaray     |          |

### Sessione invernale
| Acquisti | Acquisti       | Acquisti              | Acquisti |
| R.       | Nome           | da                    | Modalità |
| -------- | -------------- | --------------------- | -------- |
| C        | Andreas Möller | Eintracht Francoforte |          |

| Cessioni | Cessioni | Cessioni | Cessioni |
| R.       | Nome     | a        | Modalità |
| -------- | -------- | -------- | -------- |

## Risultati

### Bundesliga

#### Girone di andata
| Arbitro: | Werner |

|          |           |                                        |
| Mill 52’ | Marcatori | 35’ Rummenigge 50’ Wohlfarth 78’ Lunde |

| Arbitro: | Osmers |

|           |           |  |
| Klotz 74’ | Marcatori |  |

| Arbitro: | Mierswa |

|                 |           |  |
| Dickel 21’, 27’ | Marcatori |  |

| Norimberga 21 agosto 1987, ore 20:00 CEST 4ª giornata | Norimberga | 0 – 0 referto | Borussia Dortmund | Städtisches Stadion (37 500 spett.)\| Arbitro: \| Gabor \| |
| Arbitro:                                              | Gabor      |               |                   |                                                            |

| Arbitro: | Assenmacher |

|          |           |               |
| Zorc 46’ | Marcatori | 17’ Willaarts |

| Francoforte sul Meno 1º settembre 1987, ore 20:00 CEST 6ª giornata | Eintracht Francoforte | 0 – 0 referto | Borussia Dortmund | Waldstadion (19 000 spett.)\| Arbitro: \| Zimmermann \| |
| Arbitro:                                                           | Zimmermann            |               |                   |                                                         |

| Arbitro: | Boos |

|            |           |                        |
| Dickel 88’ | Marcatori | 48’ Povlsen 73’ Allofs |

| Arbitro: | Matheis |

|                                                       |           |  |
| Burgsmüller 18’, 25’ Riedle 33’ Ordenewitz 53’ (rig.) | Marcatori |  |

| Arbitro: | Neuner |

|                                   |           |             |
| Dickel 17’ Zorc 26’, 28’ Mill 66’ | Marcatori | 61’ Goldbæk |

| Arbitro: | Barnick |

|                      |           |                                  |
| Hobday 57’ Reich 66’ | Marcatori | 34’ Kleppinger 53’ Mill 76’ Zorc |

| Arbitro: | Zimmermann |

|  |           |                      |
|  | Marcatori | 44’ Glesius 80’ Raab |

| Arbitro: | Amerell |

|                                     |           |                 |
| Hartmann 21’ Kohr 41’ Emmerling 64’ | Marcatori | 88’ (aut.) Wolf |

| Arbitro: | Scheuerer |

|            |           |                             |
| Möller 42’ | Marcatori | 89’ Riechmann 90’ Rzehaczek |

| Arbitro: | Kautschor |

|                            |           |                       |
| Mathy 35’ Prytz 71’ (rig.) | Marcatori | 51’ (rig.) Pagelsdorf |

| Arbitro: | Theobald |

|                 |           |                          |
| Helmer 48’, 80’ | Marcatori | 36’ Allgöwer 88’ Zietsch |

| Arbitro: | Dellwing |

|                            |           |                        |
| Schreier 2’ (rig.) Cha 45’ | Marcatori | 44’ Banach 85’ MacLeod |

| Arbitro: | Brehm |

|                           |           |                                               |
| Dickel 11’ Pagelsdorf 41’ | Marcatori | 6’ Beiersdorfer 34’ (rig.) Kaltz 43’ Labbadia |

#### Girone di ritorno
| Arbitro: | Mierswa |

|                 |           |                                 |
| Augenthaler 45’ | Marcatori | 20’, 88’ Simmes 39’ Anderbrügge |

| Arbitro: | Gabor |

|  |           |           |
|  | Marcatori | 54’ Klotz |

| Arbitro: | Schmidhuber |

|  |           |                              |
|  | Marcatori | 21’ Storck 23’ Mill 55’ Hupe |

| Arbitro: | Matheis |

|          |           |              |
| Hupe 63’ | Marcatori | 57’ Andersen |

| Arbitro: | Strigel |

|  |           |                                |
|  | Marcatori | 26’ Mill 38’ Dickel 76’ Möller |

| Arbitro: | Barnick |

|                              |           |            |
| Helmer 46’ Hupe 78’ Mill 90’ | Marcatori | 35’ Schulz |

| Arbitro: | Wiesel |

|                        |           |  |
| Häßler 45’ Povlsen 52’ | Marcatori |  |

| Dortmund 23 marzo 1988, ore 20:00 CET 25ª giornata | Borussia Dortmund | 0 – 0 referto | Werder Brema | Westfalenstadion (36 700 spett.)\| Arbitro: \| Dellwing \| |
| Arbitro:                                           | Dellwing          |               |              |                                                            |

| Arbitro: | Brehm |

|                                    |           |  |
| Wollitz 13’ Marquardt 73’ Thon 81’ | Marcatori |  |

| Arbitro: | Amerell |

|                             |           |                                 |
| Storck 8’ Mill 52’ Zorc 61’ | Marcatori | 22’ Drews 56’ Reich 77’ Surmann |

| Karlsruhe 16 aprile 1988, ore 15:30 CEST 28ª giornata | Karlsruhe | 0 – 0 referto | Borussia Dortmund | Wildparkstadion (16 000 spett.)\| Arbitro: \| Osmers \| |
| Arbitro:                                              | Osmers    |               |                   |                                                         |

| Arbitro: | Tritschler |

|                                       |           |  |
| Zorc 20’ (rig.) Helmer 45’ Möller 90’ | Marcatori |  |

| Arbitro: | Wittke |

|                      |           |  |
| Kree 37’ (rig.), 80’ | Marcatori |  |

| Arbitro: | Brückner |

|                                       |           |                           |
| Zorc 32’ (rig.), 37’, 81’, 90’ (rig.) | Marcatori | 10’ Fach 52’ (rig.) Prytz |

| Arbitro: | Schmidhuber |

|                    |           |                          |
| Klinsmann 66’, 90’ | Marcatori | 13’ (rig.) Zorc 46’ Mill |

| Arbitro: | Strigel |

|                            |           |                        |
| Helmer 59’ Zorc 84’ (rig.) | Marcatori | 50’ Götz 74’ Reinhardt |

| Arbitro: | Boos |

|                                                        |           |                              |
| Kaltz 66’ (rig.), 81’ (rig.) von Heesen 75’ Jakobs 89’ | Marcatori | 54’ Storck 58’ Zorc 74’ Mill |

### Coppa di Germania
| Arbitro: | Schäfer |

|                             |           |                                          |
| Ritter 35’ Wagner 60’, 115’ | Marcatori | 34’ Răducanu 49’ Banach 105’ Anderbrügge |

| Arbitro: | Ahlenfelder |

|                                                  |           |  |
| Dickel 8’ Mill 46’, 81’ Lusch 54’ Pagelsdorf 87’ | Marcatori |  |

| Arbitro: | Merk |

|  |           |             |
|  | Marcatori | 26’ MacLeod |

| Arbitro: | Assenmacher |

|                                 |           |                                   |
| Fach 46’ Witeczek 77’ Kuntz 96’ | Marcatori | 31’ Helmer 87’ Hupe 119’ Kutowski |

| Arbitro: | Heitmann |

|            |           |                      |
| Dickel 50’ | Marcatori | 21’ Funkel 72’ Kuntz |

### Coppa UEFA
| Arbitro: | Thomas |

|                     |           |          |
| Walker 4’ Whyte 88’ | Marcatori | 64’ Mill |

| Arbitro: | Bello |

|                 |           |  |
| Dickel 74’, 86’ | Marcatori |  |

| Arbitro: | Santos |

|                     |           |  |
| Hupe 68’ Dickel 86’ | Marcatori |  |

| Arbitro: | Savchenko |

|                     |           |          |
| Kodro 67’ Jurić 89’ | Marcatori | 88’ Mill |

| Arbitro: | Igna |

|                               |           |  |
| Mill 13’, 63’ Anderbrügge 77’ | Marcatori |  |

| Arbitro: | Bridges |

|                                                                           |           |  |
| Ceulemans 10’ Van Der Elst 48’, 83’ (rig.), 108’ (rig.) Van Der Elst 100’ | Marcatori |  |

## Statistiche

### Statistiche di squadra
| Competizione      | Punti | In casa | In casa | In casa | In casa | In casa | In casa | In trasferta | In trasferta | In trasferta | In trasferta | In trasferta | In trasferta | Totale | Totale | Totale | Totale | Totale | Totale | DR |
| Competizione      | Punti | G       | V       | N       | P       | Gf      | Gs      | G            | V            | N            | P            | Gf           | Gs           | G      | V      | N      | P      | Gf     | Gs     | DR |
| ----------------- | ----- | ------- | ------- | ------- | ------- | ------- | ------- | ------------ | ------------ | ------------ | ------------ | ------------ | ------------ | ------ | ------ | ------ | ------ | ------ | ------ | -- |
| Bundesliga        | 29    | 17      | 5       | 6       | 6       | 30      | 26      | 17           | 4            | 5            | 8            | 21           | 28           | 34     | 9      | 11     | 14     | 51     | 54     | -3 |
| Coppa di Germania | -     | 2       | 1       | 0       | 1       | 6       | 2       | 3            | 1            | 2            | 0            | 7            | 6            | 5      | 2      | 2      | 1      | 13     | 8      | +5 |
| Coppa UEFA        | -     | 3       | 3       | 0       | 0       | 7       | 0       | 3            | 0            | 0            | 3            | 2            | 9            | 6      | 3      | 0      | 3      | 9      | 9      | 0  |
| Totale            | 29    | 22      | 9       | 6       | 7       | 43      | 28      | 23           | 5            | 7            | 11           | 30           | 43           | 45     | 14     | 13     | 18     | 73     | 71     | +2 |

### Andamento in campionato
| Giornata  | 1  | 2  | 3  | 4  | 5  | 6  | 7  | 8  | 9  | 10 | 11 | 12 | 13 | 14 | 15 | 16 | 17 | 18 | 19 | 20 | 21 | 22 | 23 | 24 | 25 | 26 | 27 | 28 | 29 | 30 | 31 | 32 | 33 | 34 |
| --------- | -- | -- | -- | -- | -- | -- | -- | -- | -- | -- | -- | -- | -- | -- | -- | -- | -- | -- | -- | -- | -- | -- | -- | -- | -- | -- | -- | -- | -- | -- | -- | -- | -- | -- |
| Luogo     | C  | T  | C  | T  | C  | T  | C  | T  | C  | T  | C  | T  | C  | T  | C  | T  | C  | T  | C  | T  | C  | T  | C  | T  | C  | T  | C  | T  | C  | T  | C  | T  | C  | T  |
| Risultato | P  | P  | V  | N  | N  | N  | P  | P  | V  | V  | P  | P  | P  | P  | N  | N  | P  | V  | P  | V  | N  | V  | V  | P  | N  | P  | N  | N  | V  | P  | V  | N  | N  | P  |
| Posizione | 16 | 16 | 13 | 13 | 10 | 12 | 12 | 15 | 12 | 9  | 10 | 14 | 17 | 17 | 16 | 15 | 16 | 12 | 15 | 15 | 14 | 13 | 10 | 13 | 12 | 13 | 12 | 12 | 11 | 14 | 11 | 11 | 11 | 13 |

Legenda:

Luogo: C = Casa; T = Trasferta. Risultato: V = Vittoria; N = Pareggio; P = Sconfitta.

### Statistiche dei giocatori
| Giocatore      | Bundesliga | Bundesliga | Bundesliga  | Bundesliga | Coppa di Germania | Coppa di Germania | Coppa di Germania | Coppa di Germania | Coppa UEFA | Coppa UEFA | Coppa UEFA  | Coppa UEFA | Totale   | Totale | Totale      | Totale     |
| Giocatore      | Presenze   | Reti       | Ammonizioni | Espulsioni | Presenze          | Reti              | Ammonizioni       | Espulsioni        | Presenze   | Reti       | Ammonizioni | Espulsioni | Presenze | Reti   | Ammonizioni | Espulsioni |
| -------------- | ---------- | ---------- | ----------- | ---------- | ----------------- | ----------------- | ----------------- | ----------------- | ---------- | ---------- | ----------- | ---------- | -------- | ------ | ----------- | ---------- |
| I. Anderbrügge | 8          | 1          | 1           | 0          | 1                 | 1                 | 0                 | 0                 | 1          | 1          | 0           | 0          | 10       | 3      | 1           | 0          |
| M. Banach      | 11         | 1          | 0           | 0          | 3                 | 1                 | 0                 | 0                 | 2          | 0          | 0           | 0          | 16       | 2      | 0           | 0          |
| N. Dickel      | 25         | 6          | 3           | 0          | 5                 | 2                 | 1                 | 1                 | 6          | 3          | 0           | 0          | 36       | 11     | 4           | 1          |
| T. Fink        | 0          | 0          | 0           | 0          | 1                 | 0                 | 0                 | 0                 | 0          | 0          | 0           | 0          | 1        | 0      | 0           | 0          |
| R. Gerl        | 4          | 0          | 0           | 0          | 3                 | 0                 | 1                 | 0                 | 1          | 0          | 0           | 0          | 8        | 0      | 1           | 0          |
| T. Helmer      | 30         | 5          | 3           | 0          | 5                 | 1                 | 0                 | 0                 | 6          | 0          | 0           | 0          | 41       | 6      | 3           | 0          |
| D. Hupe        | 27         | 3          | 2           | 0          | 4                 | 1                 | 1                 | 0                 | 3          | 1          | 0           | 0          | 34       | 5      | 3           | 0          |
| G. Kleppinger  | 33         | 1          | 4           | 0          | 4                 | 0                 | 0                 | 0                 | 6          | 0          | 0           | 0          | 43       | 1      | 4           | 0          |
| G. Kutowski    | 33         | 0          | 6           | 0          | 5                 | 1                 | 2                 | 0                 | 6          | 0          | 0           | 0          | 44       | 1      | 8           | 0          |
| M. Lusch       | 28         | 0          | 1           | 0          | 3                 | 1                 | 1                 | 0                 | 3          | 0          | 0           | 0          | 34       | 1      | 2           | 0          |
| M. MacLeod     | 33         | 1          | 3           | 0          | 5                 | 1                 | 0                 | 0                 | 6          | 0          | 0           | 0          | 44       | 2      | 3           | 0          |
| R. Meyer       | 2          | 0          | 0           | 0          | 0                 | 0                 | 0                 | 0                 | 0          | 0          | 0           | 0          | 2        | 0      | 0           | 0          |
| F. Mill        | 29         | 9          | 6           | 0          | 3                 | 2                 | 0                 | 0                 | 6          | 4          | 0           | 0          | 38       | 15     | 6           | 0          |
| A. Möller      | 14         | 3          | 0           | 1          | 2                 | 0                 | 0                 | 0                 | 0          | 0          | 0           | 0          | 16       | 3      | 0           | 1          |
| F. Pagelsdorf  | 28         | 2          | 3           | 0          | 4                 | 1                 | 0                 | 0                 | 6          | 0          | 0           | 0          | 38       | 3      | 3           | 0          |
| M. Răducanu    | 25         | 0          | 1           | 0          | 4                 | 1                 | 1                 | 0                 | 3          | 0          | 0           | 0          | 32       | 1      | 2           | 0          |
| D. Simmes      | 23         | 2          | 1           | 0          | 2                 | 0                 | 0                 | 0                 | 5          | 0          | 0           | 0          | 30       | 2      | 1           | 0          |
| A. Spyrka      | 9          | 0          | 1           | 0          | 0                 | 0                 | 0                 | 0                 | 3          | 0          | 0           | 0          | 12       | 0      | 1           | 0          |
| B. Storck      | 14         | 3          | 2           | 0          | 2                 | 0                 | 0                 | 0                 | 2          | 0          | 0           | 0          | 18       | 3      | 2           | 0          |
| T. Wohlert     | 2          | 0          | 0           | 0          | 1                 | 0                 | 0                 | 0                 | 0          | 0          | 0           | 0          | 3        | 0      | 0           | 0          |
| M. Zorc        | 23         | 13         | 2           | 0          | 1                 | 0                 | 0                 | 0                 | 2          | 0          | 0           | 0          | 26       | 13     | 2           | 0          |
| W. de Beer     | 32         | 0          | 0           | 0          | 5                 | 0                 | 0                 | 0                 | 6          | 0          | 0           | 0          | 43       | 0      | 0           | 0          |